# Бугульма
Бугульма́ (тат. Бөгелмә) — місто в Російській Федерації (спочатку засноване в 1736 як слобода Велика Бугульма). 23 грудня 1781 указом Катерини II отримало статус повітового міста Уфимського намісництва в Росії. Нині адміністративний центр Бугульминського району Татарстану (з 1930 р.). Розташоване на південному сході Республіки Татарстан, біля витоків річки Зай на схилах Бугульминсько-Шугуровського двоярусного піднесеного плато. Місто є великим багатогалузевим промисловим, культурним і науковим центром республіки, що входить у територіально-виробничий комплекс Південно-Східної економічної зони, і другим містом поліцентричної Альметьєвської (Альметьєвсько-Бугульминсько-Леніногорської) агломерації.

## Географія
Місто лежить у Приволзькому федеральному окрузі на південному сході Республіки Татарстан за 300 км від Казані, у самому центрі Бугульминсько-Белебеївської височини — східної підвищеної частини (Східно-Європейської) рівнини.

## Історія

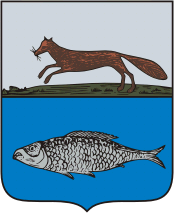
Герб міста до 2007 року

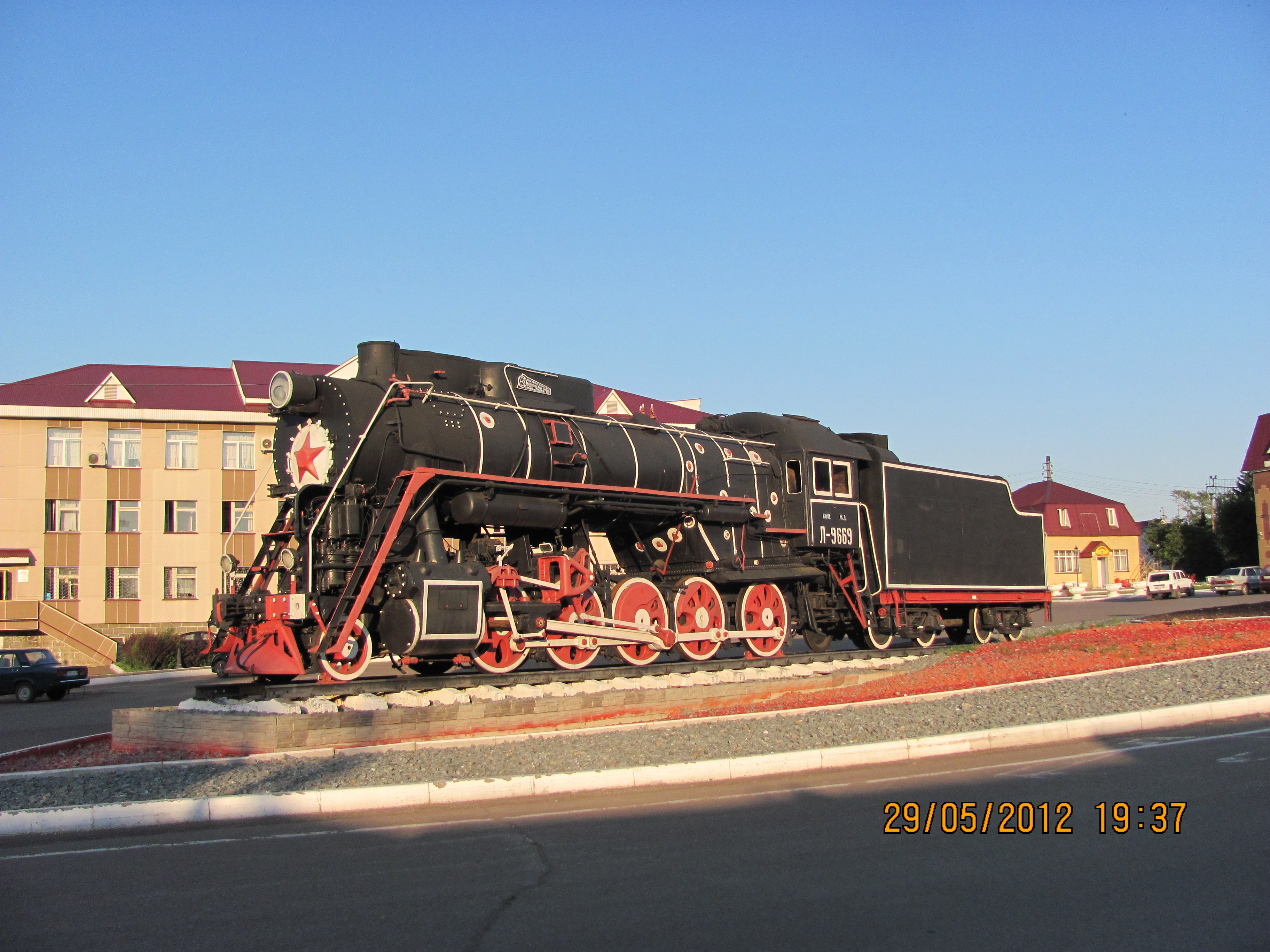
Паровоз-памя'тник на привокзальній площі

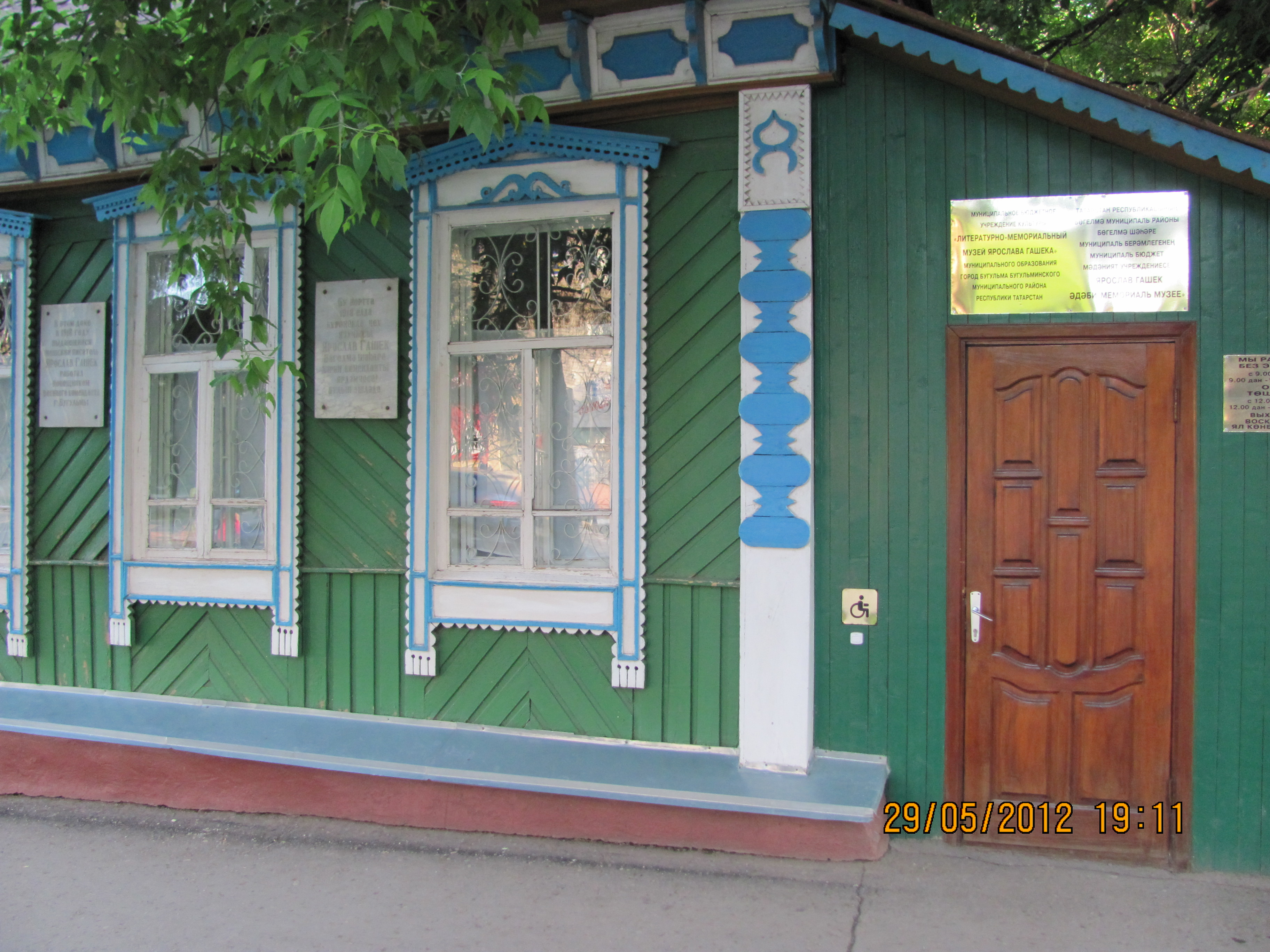
Єдиний у Росії музей Ярослава Гашека

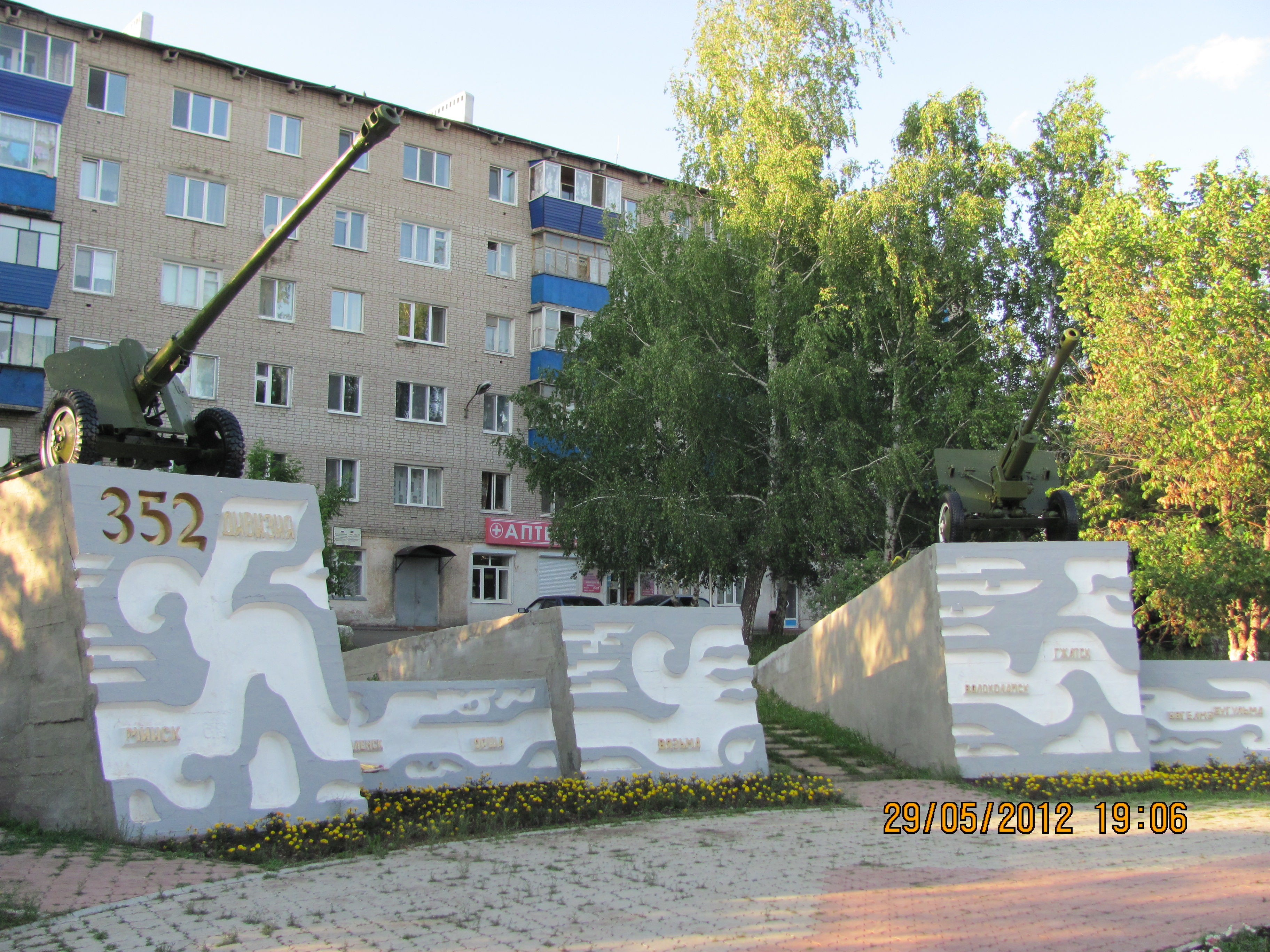
Меморіальний комплекс 352-ї Оршанської дивізії

Слобода дістала назву від річки Бугульминка. Бугульминська слобода виникла на місці невеликого села. Розвиток поселення пов'язаний із заснуванням Оренбурзької фортеці. У слободі було засновано земську контору для управління інородськими і російськими волостями.
На початку 1760-х рр. Бугульминська слобода стала центром новоутвореного Бугульминського відомства.
Місто опинилося в центрі Пугачовського повстання.
1781 року Бугульминська слобода отримала статус повітового міста, згодом перебувала в різних адміністративних суб'єктах: спочатку місто було частиною Уфимського намісництва, з 1796 р. — у складі Оренбурзької, з 1851 — Самарської губернії. Місто було центром Бугульминського повіту з 1781 по 1920 рік.
Бугульма була важливим торговельним центром і мала вигідне географічне положення: через неї проходили шляхи з Уфи і Оренбурга до Казані. Наприкінці XIX століття тут діяли 3 щорічні ярмарки, з яких Воздвиженський, що проводився з 14 по 26 вересня, був одним із найбільших за оборотом у Приураллі. На ярмарках продавали коней, рогату худобу, сирі шкури, бухарські товари, чай, верблюже сукно, шкіряні вироби тощо..
Станом на 1890 рік у місті було 5 церков, 2 лікарні, 3 навчальні заклади, міський громадський банк, громадський сад, земська бібліотека, поштово-телеграфна контора, приблизно 40 заводів (гончарні, цегельні, маслоробні тощо).
Національний склад Бугульми, згідно з Усеросійським переписом населення 1897 р.:
- росіяни — 47 %,
- башкири — 30 %,
- татари — 15 %,
- чуваші і мордва — 8 %.

У 1911 році у місті з'явилася залізниця. Після Жовтневого перевороту належність Бугульми до різних адміністративних суб'єктів постійно змінювалася. З 1920 р. місто стало центром Бугульминського кантону Татарської АРСР, з 10 серпня 1930 — центром Бугульминського району.
У 1918—1919 роках видатний чеський письменник Ярослав Гашек працював тут помічником коменданта міста.
На початку Німецько-радянської війни, у серпні 1941 року, у місті сформовано 352-у Оршанську Червонопрапорну ордена Суворова стрілецьку дивізію. На добровільні пожертви бугульминців було збудовано танкову колону «Комсомолець Татарії» та стратегічний бомбардувальник Пе-8 «Бугульминський колгоспник», який здійснював бойові вильоти з травня 1944 по травень 1945.
У зв'язку з відкриттям у 1948 році Ромашкинського родовища нафти місто пережило друге народження.
У 1950 році Постановою Ради Міністрів СРСР у Бугульмі створено виробниче об'єднання «Татнафта» — згодом одна з найвідоміших російських нафтових компаній.
На початку 1950-х років у Бугульмі було зосереджено управління з розвідки і видобутку татарстанської нафти (ВО «Татнафта»), створено науковий центр (ТатНДІ) і центр із транспортування «чорного золота» (Управління Північно-Західними магістральними нафтопроводами). За короткий час населення міста збільшилося удесятеро. Довгий час, аж до кінця 1960-х, місто було другим за населенням і значенням в республіці після Казані. Це привело до того, що Бугульма на короткий час навіть стала обласним центром (Бугульминська область проіснувала з 21 лютого по 30 квітня 1953).
У 1974 році Ленінградський державний інститут проектування міст розробив перший генплан Бугульми.
У 1970-90-і рр. забудова міста йшла за генеральним планом, за яким побудовано спорткомплекс «Юність» (1975), будівлю інституту «ВНДІнафта» (1979), готель «Бугульма» (1981), Палац молоді (1994), Будинок пристарілих (1997) тощо.

## Відомі жителі
- Надія Кадишева (нар. 1 червня 1959, Горки, Леніногорський район, Татарська АРСР) — російська співачка ерзянського походження, солістка ансамблю «Золоте кільце». Почесний громадянин Бугульми. Народна артистка Росії (1999), народна артистка Мордовії. Заслужена артистка Татарстану.
- Алсу Абрамова (до шлюбу Сафіна (нар. 27 червня 1983, Бугульма) — російська співачка, Заслужена артистка Республіки Татарстан (2000), Народна артистка Республіки Татарстан (2010). Артистка ЮНЕСКО в ім'я миру (2011). Представниця Росії на Євробачення 2000, де посіла 2 місце, поступившись данському дуету Olsen Brothers.
- Олексій Баталов (нар. 20 листопада 1928, Владимир) — радянський і російський актор театру і кіно, кінорежисер, сценарист і громадський діяч, педагог. Народний артист СРСР (1976). Герой Соціалістичної Праці (1989). Лауреат Державної премії СРСР (1981) і двох Державних премій Росії (1966, 2005).[12]
- Василь Жданов (нар. 14 листопада 1896 — 10 листопада 1956) — радянський воєначальник, генерал-полковник авіації (1946).

## Пам'ятники і меморіали

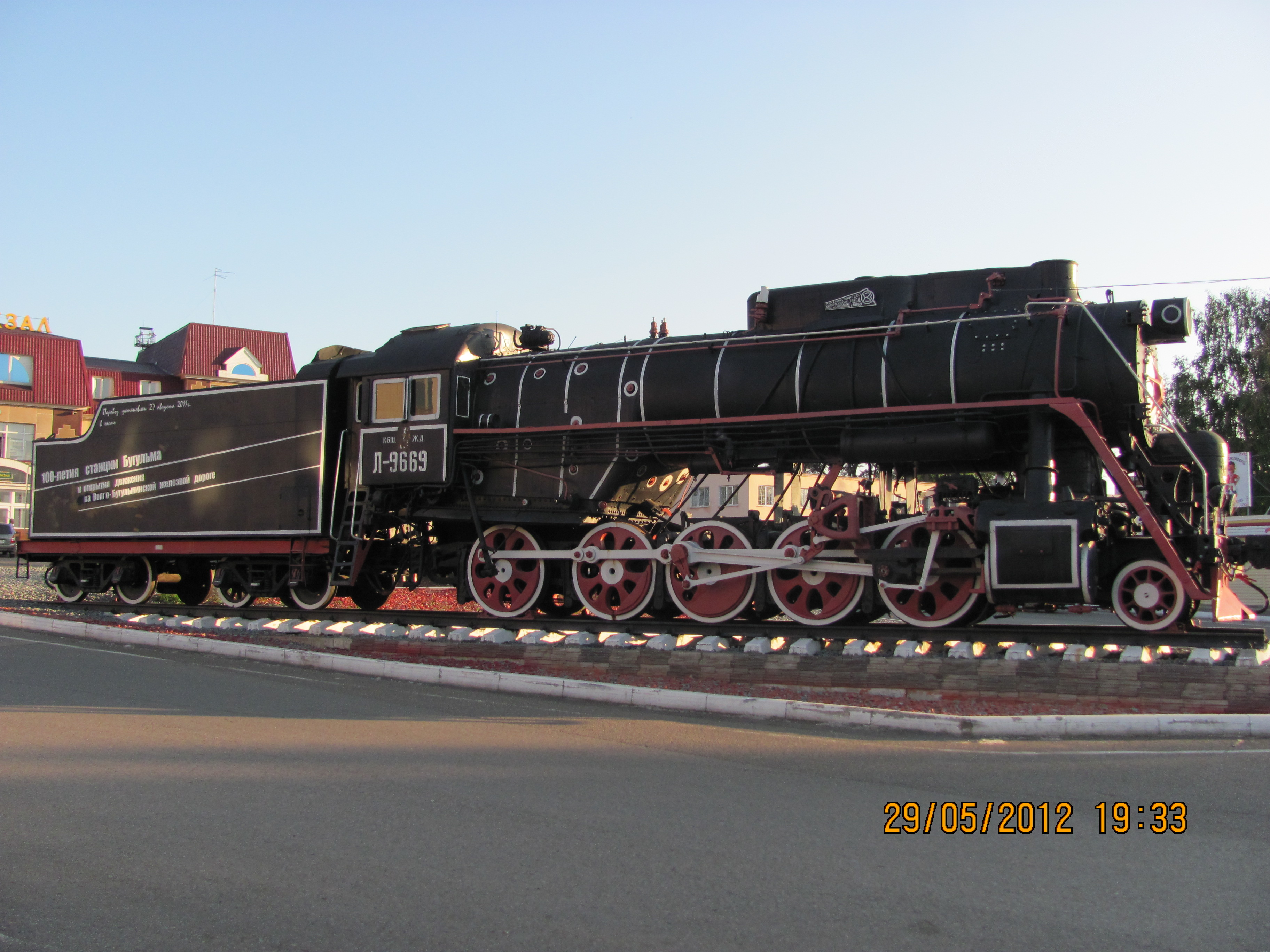
Паровоз серії Л-9669
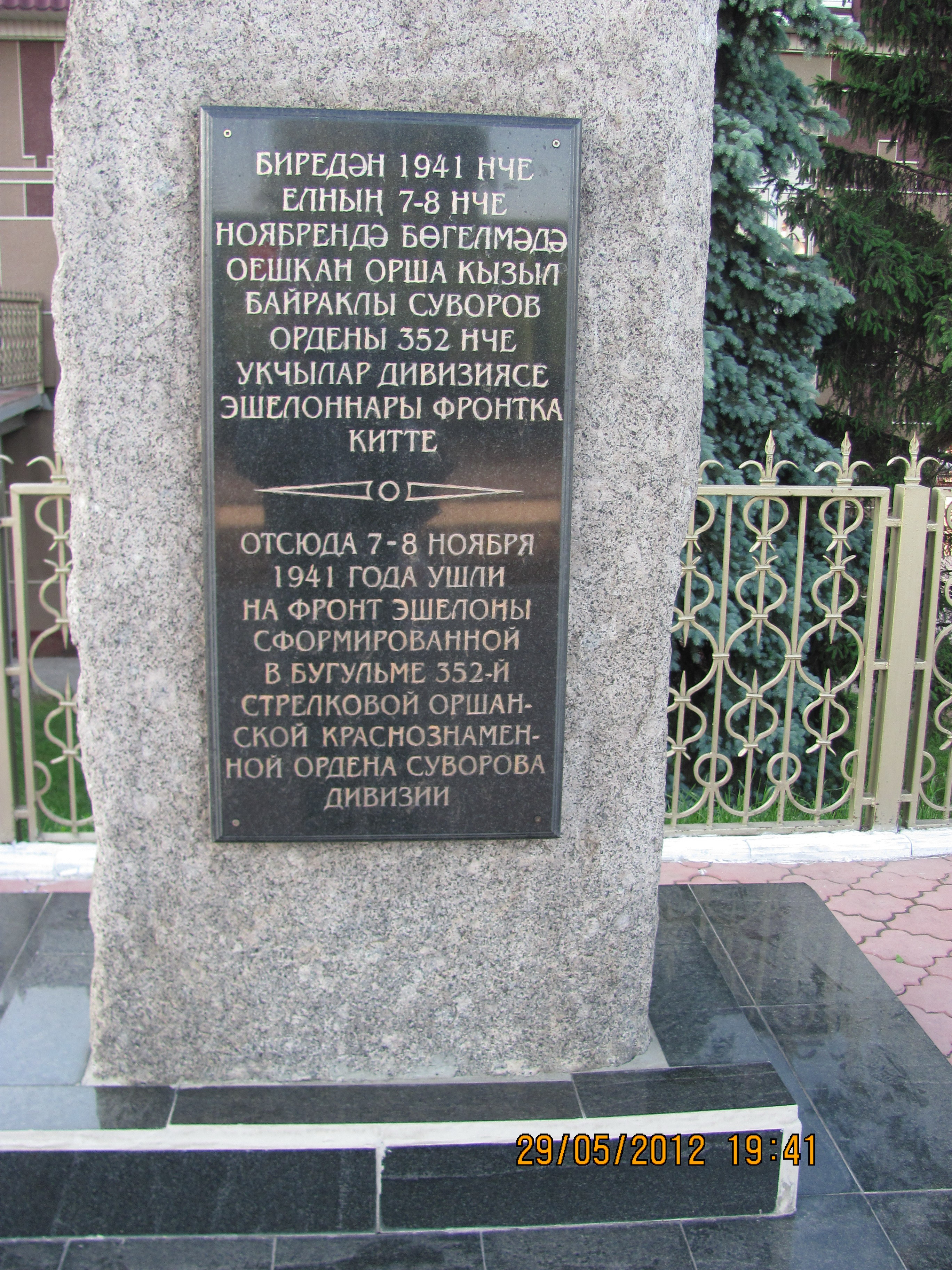
Обеліск 352-ї Оршанської дивізії
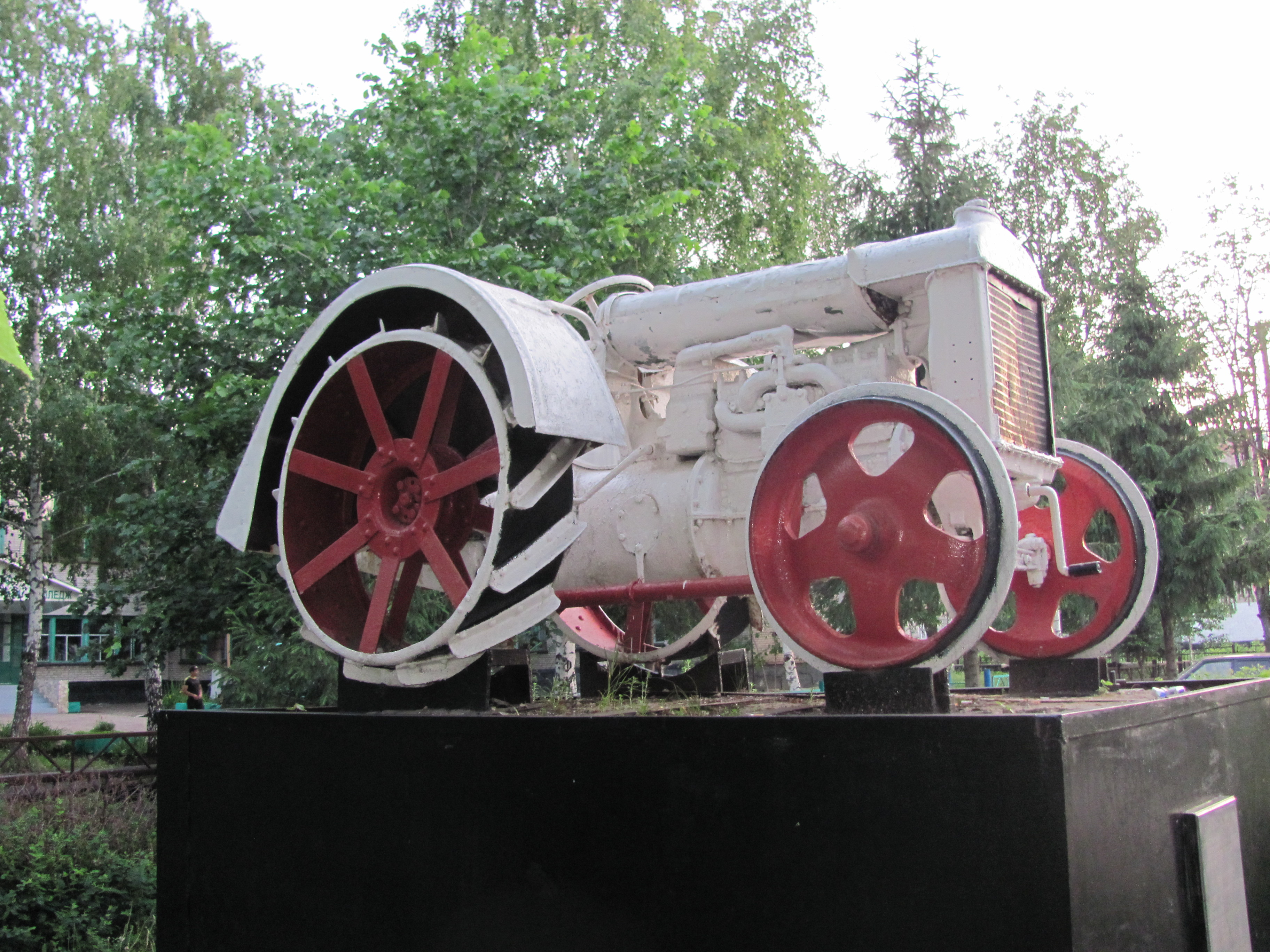
Трактор «Фордзон» заводу «Червоний Путіловець» 1923 р.

## Міста-побратими
- Айдин, Туреччина